# Горан Петронијевић
Горан Петронијевић (Прокупље, 20.март 1960) српски је адвокат и бивши судија.

## Биографија
Основну школу завршио је у Горњем Гајтану на обронцима Радана где су му родитељи били сеоски учитељи.
Средњу школу и Правни факултет завршио је у Београду где је дипломирао 1982. године. Након дипломирања од 1983. године запослен је у тада Првом општинском суду у Београду као приправник, затим као стручни сарадник и од 1989. године као судија.
1996. године изабран је за судију Окружног суда у Београду, а 1997. године постао заменик председника Окружног суда у Београду.
Од 1998. године до јуна месеца 1999. године био је судија Окружног суда у Пећи и специјални истражни судија Министарства правде СРЈ за истраживање ратних злочина на територији Косова и Метохије. Као судија био је члан судског већа које је 2000. године донело пресуду против челника НАТО-а, због ратних злочина почињених у току бомбардовања СРЈ 1999. године.
Од јуна 2001. године је адвокат.
Као адвокат бранио у најпознатијим предметима из области организованог криминала, ратних злочина пред домаћим и међународним судовима. Најпознатији клијенти су му Раде Марковић - бивши начелник Државне безбедности СРЈ, Ацо Томић - бивши начелник Војне безбедност СРЈ, Веселин Шљиванчанин - пред Хашким трибуналом, Радован Караџић – први председник Републике Српске, такође пред Хашким трибуналом.
1996. године завршио специјалистички курс за кривично право и међународно кривично право на Правном факултету Универзитета у Београду у рангу тадашње магистратуре.
Заступа идеју о очувању континенталног европског права као извора права и идеју суверенизма као идеју међународног права.
Оснивач је Покрета за Србију, Медијске куће „Руски експрес“ и невладине организације Центар за обнову међународног права.
Објавио више од 50 научних радова из области кривичног права, кривично-процесног права, међународног кривичног права, ратног и хуманитарног права, као и из  области међународног права и међународних односа.
2021. године објавио је књигу "Нато пред судом историје" која садржи пресуду генералном секретару НАТО-а, Хавијеру Солани и генералу Веслију Кларку, као и министрима спољних послова и одбране четири земље алијансе, Француске, Немачке, Сједињених Држава и Велике Британије, коју је донео Окружни суд у Београду.
2025. године био је противник обуставе рада адвоката који су подржали студенте у једном од најевећих протеста у последних 20 година и прикључио се режимским покушајима да угуше протесте који су настали као жеља за боље друштво.

## Приватни живот
Отац је двоје деце и деда двоје унучади.

## Дела
- „НАТО пред судом историје“, 2021.[3]

## Награде
- Златна диплома Међународног Словенског књижевног форума „Златни витез”, за књигу НАТО пред судом историје, Москва, 2023.[5]